# Rhipidura matthiae
Rhipidura matthiae là một loài chim trong họ Rhipiduridae.